# Kálmán Merényi
Kálmán Merényi (Seghedino, 8 gennaio 1934 – 10 giugno 2019) è stato un cestista ungherese.

## Carriera
Con l'Ungheria ha disputato i Campionati europei del 1959.